# Curierul Național
Curierul Național – rumuński dziennik wydawany w Bukareszcie. Został założony w 1990 roku.